# 早慶外語ゼミ
早慶外語ゼミ（そうけいがいごゼミ）は、渋谷、池袋、町田、大宮、亀戸、上野にある大学受験予備校。

## 概要
都内近県の現役高校生を主としているが、浪人生のコースもある。渋谷校には東大選抜コース、医学部受験のSK医学ゼミが設置されている。2006年に中学・高校受験の学習塾スクール21と合併した。

## 出版物・記事
- 今ある自分を打ちこわせ!（泉書房）余湖三千雄・著